# روني فان زانت
رونالد واين «روني» فان زانت (بالإنجليزية: Ronald Wayne "Ronnie" Van Zant) هو مغني أمريكي

## روابط خارجية
- روني فان زانت على موقع IMDb (الإنجليزية)
- روني فان زانت على موقع الموسوعة البريطانية (الإنجليزية)
- روني فان زانت على موقع روتن توميتوز (الإنجليزية)
- روني فان زانت على موقع ميوزك برينز (الإنجليزية)
- روني فان زانت على موقع إن إن دي بي (الإنجليزية)
- روني فان زانت على موقع أول ميوزيك (الإنجليزية)
- روني فان زانت على موقع ديسكوغز (الإنجليزية)
- روني فان زانت على موقع ديسكوغز (الإنجليزية)
- روني فان زانت على موقع قاعدة بيانات الفيلم (الإنجليزية)